# Gelonos (Mythologie)
Gelonos (altgriechisch Γελωνός Gelōnós) ist eine heroische Sagengestalt der griechischen Mythologie. Er gilt als eponymer Heros der Stadt Gelonos sowie als ein Sohn des Herakles und der Echidna. Er wird von Herodot in seinen Historien erwähnt, wo er als einer der Vorfahren der Skythen bezeichnet wird.
Herodot zufolge kam Herakles in das Land der Hyperboreer, als er die Rinder des Geryon von der Insel Erytheia trieb, wo er die Echidna traf, die ihm drei Söhne gebar: Agathyrsos, Gelonos und Skythes. Die drei Brüder mussten das Land verlassen, weil sie nicht in der Lage waren, den Bogen des Herakles zu spannen. Dies gelang nur Skythes, der daraufhin König der Skythen wurde. Gelonos und Agathyrsos zogen weiter nach Westen und gründeten eigene Völker. Gelonos soll die Stadt Gelonos im Land der Budinoi gegründet haben, die nach Herodot ganz aus Holz erbaut war und von Griechen bewohnt wurde, die ihre Kultur und Religion mitgebracht hatten. Die Stadt wurde von Dareios I. während seines Skythenfeldzugs zerstört.